# Iva Frühlingová
Iva Frühlingová (Litvínov, 11 maggio 1982) è una cantante e modella ceca.

## Biografia
Figlia di un operaio in uno stabilimento chimico e di una dipendente di un centro di riabilitazione, Iva Frühlingová si è trasferita in Francia quando aveva 14 anni per lavorare come modella. A 16 anni è entrata a far parte di un gruppo musicale chiamato Turn Over. Notata dai produttori francesi Michel Eli e Thierry Said, all'età di 19 anni ha firmato un contratto discografico con la Virgin Records.
Nel 2002 è uscito il suo singolo di debutto Où tu veux, quand tu veux, seguito l'anno successivo da La muerte. I due brani hanno avuto un discreto successo nella regione francofona del Belgio, la Vallonia, dove hanno raggiunto rispettivamente il 59º e il 52º posto in classifica. Nello stesso anno è uscito il suo album di debutto Litvínov, dedicato alla sua città natale in Repubblica Ceca. Il disco ha raggiunto l'11º posto nella classifica ceca.
Nell'autunno del 2005 è uscito il secondo album, intitolato Baby Doll, che ha debuttato al 15º posto in classifica. Il successo dei due dischi le ha fruttato una nomination come Migliore artista emergente ai premi Zlatý slavík del 2005 e come Artista dell'anno ai Ceny Anděl del 2006. Nel 2005 e 2007 ha registrato due duetti con il cantante slovacco Miroslav Žbirka, Někdy stačí dát jen dech e Tvoj svet je môj, che hanno rispettivamente raggiunto il 37º posto in Repubblica Ceca e il 47º nella classifica slovacca. Il terzo album Strip Twist è uscito nella primavera del 2007 e ha raggiunto la 18ª posizione nella classifica ceca.
A gennaio 2008 è stata una dei dieci partecipanti al processo di selezione ceco per la ricerca del rappresentante nazionale per l'Eurovision Song Contest 2008 con il brano Partit et revenir, senza però vincere. Nello stesso anno si è classificata terza a StarDance ...když hvězdy tančí, la versione ceca di Ballando con le stelle, dove ha danzato in coppia con Stardance, dove ha ballato in coppia con Michal Kostovčík. Nel 2010 è uscito Retrospektive, una raccolta con i suoi più grandi successi, che ha debuttato al 40º posto nella classifica settimanale degli album più venduti in Repubblica Ceca. Il suo quarto album in studio, Chic à Paris, è uscito nel 2013 e ha conquistato il 10º posto in classifica.

## Discografia

### Album in studio
- 2003 – Litvínov
- 2005 – Baby Doll
- 2007 – Strip Twist
- 2013 – Chic à Paris

### Raccolte
- 2010 – Retrospektive

### Singoli
- 2002 – Où tu veux, quand tu veux
- 2003 – La muerte
- 2005 – À part
- 2005 – Věřím
- 2005 – Někdy stačí dát jen dech (con Miroslav Žbirka)
- 2007 – Waterbed
- 2007 – La Chanson de Pierre
- 2007 – Tvoj svet je môj (con Miroslav Žbirka)
- 2013 – Hey Hey Hey